# Gryllomorpha sublaevis
Gryllomorpha sublaevis är en insektsart som beskrevs av Lucien Chopard 1943. Gryllomorpha sublaevis ingår i släktet Gryllomorpha och familjen syrsor. Inga underarter finns listade i Catalogue of Life.